# Хвойный щелкун
Хвойный щелкун, или поперечнополосый щелкун (лат. Lacon fasciatus), или перевязанный щелкун — вид щелкунов из подсемейства Agrypninae.

## Распространение
Щелкун распространён в Европе и Северной Монголии. На территории бывшего СССР населяет территорию европейской части и Сибирь (где встречается в таёжной зоне).

## Описание

### Имаго
Взрослый жук в длину достигает 14-18 мм. Тело имеет чёрную, реже тёмно-коричневую, окраску, как правило, верх покрыт золотистыми щетинками, образующими на надкрыльях за серединой, а иногда и перед ней поперечные волнистые перевязки. Боковой край переднеспинки от передних углов до задних с острой наёмкой Задние углы переднеспинки не имеют килей.

### Проволочник
Проволочник достигает в длину 30 мм. Вырезка каудального сегмента очень маленькая, вдвое меньше ширины урогомф. Урогомфы короткие, мощные, поперечные, более чем в два раза шире своей длины. Вершина каудального сегмента перед основанием урогомф сильно вытянута, по бокам глубоко выемчатая, в 2,5 раза уже ширины у сегментного основания. Передняя пара зубцов по бокам площадки значительно меньше двух последующих.

## Экология
Проволочники развиваются в гнилой древесине хвойных пород деревьев.